# 寺田雅雄
寺田 雅雄（てらだ まさお、1895年（明治28年）11月23日 - 1988年（昭和63年）4月25日）は、日本の陸軍軍人。最終階級は陸軍中将。

## 経歴
福井県出身。小浜中学校（現福井県立若狭高等学校）卒業を経て、1917年（大正6年）5月、陸軍士官学校（29期）を卒業。同年12月、歩兵少尉に任官し歩兵第36連隊付となる。1921年（大正10年）4月から翌年10月までシベリア出兵に従軍。1928年（昭和3年）12月、陸軍大学校（40期）を首席で卒業し歩兵第36連隊中隊長に就任した。
陸軍省軍務局付勤務、同局課員、イギリス駐在、参謀本部員などを務め、1936年（昭和11年）8月、歩兵中佐に昇進。1937年（昭和12年）10月、第10軍参謀に発令され日中戦争に出征。1938年（昭和13年）3月、大本営参謀に転じ、同年7月、歩兵大佐に昇進。1939年（昭和14年）2月、関東軍参謀（第1課長）となり、ノモンハン事件の作戦指導を行う。以後、参謀本部付、千葉陸軍戦車学校付、戦車第1連隊長、陸大教官などを歴任し、1941年（昭和16年）10月、陸軍少将に昇進。
1942年（昭和17年）6月、機甲軍参謀長に発令され満州に赴任。その後、第2方面軍参謀副長を経て、陸軍機甲本部付となり、1945年（昭和20年）3月、陸軍中将に進んだ。同年5月、機甲本部長に就任し終戦を迎えた。同年12月、予備役に編入された。
1947年（昭和22年）11月28日、公職追放仮指定を受けた。

## 栄典
- 1945年（昭和20年）5月17日 - 勲二等瑞宝章[6]